# Vivi Lepori
Vivi Lepori ist eine spanische Theater- und Filmschauspielerin.

## Leben
Lepori studierte Schauspiel an der Nancy Tuñón i Jordi Oliver, Escuela de actores in Barcelona und nahm später Schauspielunterricht am Lee Strasberg Theatre and Film Institute. Neben ihren Muttersprachen Spanisch und Katalanisch hat sie gute Sprachkenntnisse in Englisch, Französisch und Italienisch. Seit Mitte der 1990er Jahre ist sie als Theaterdarstellerin tätig und inszenierte unter anderen 1997 das Stück The Mannequin und 2020 das Stück La Sagrada Vagina.
2015 spielte sie im Horrorfilm Camp – Tödliche Ferien die Rolle der Carmen. 2017 stellte sie in der Fernsehserie Outlander die Rolle der Mamacita dar. 2020 verkörperte sie in einer Episode des Netflix-Originals Warrior Nun die Rolle der Dolores. In den nächsten Jahren spielte sie unter anderen in einer Episode der Fernsehserie Merlí. Sapere Aude sowie in einer Episode der Fernsehserie Die Erben der Erde mit.

## Filmografie (Auswahl)
- 2015: Camp – Tödliche Ferien (Summer Camp)
- 2017: Outlander (Fernsehserie, Episode 3x11)
- 2020: Warrior Nun (Fernsehserie, Episode 1x06)
- 2021: Merlí. Sapere Aude (Fernsehserie, Episode 2x04)
- 2022: Die Erben der Erde (Los herederos de la tierra, Fernsehserie, Episode 1x04)

## Theater (Auswahl)
- 1994: Vivaldi, Vivaldi, un moviment per les quatre estacions, Regie: Ôscar Molina, L’Espai
- 1997: The Mannequin, Regie: Vivi Lepori und G. Tubella, PS 122, Nueva York
- 1997: The Inferno, Regie: Pavol Liska, Theatre for the New City, Nueva York
- 1998: Matando el tiempo, Regie: Teresa Ros, Teatre Malic
- 1998: Mesura per Mesura, Regie: Calixto Bieito, TNC
- 2002: Vagines, Regie: Xisco Segura und Ginette Muñoz-Rocha, Teatreneu
- 2003: Comedias Bárbaras, Regie: Bigas Luna, Nave de Sagunto
- 2005: Els monòlegs de la vagina, de Eve Ensler, Regie: Napua S.Gilbert, Poliorama
- 2020 La Sagrada Vagina, Regie: Vivi Lepori und Patricia Muñiz